# John Belushi
John Adam Belushi, född 24 januari 1949 i Chicago, Illinois, död 5 mars 1982 på Chateau Marmont Hotel i West Hollywood, Los Angeles, Kalifornien, var en amerikansk komiker, skådespelare och bluessångare, mycket populär under 1970-talet.

## Biografi
John Belushi slog igenom med teaterföreställningen Lämlar, en satir över rockgalornas kult kring marijuana och heroin. Belushi gjorde stor succé i komedishowen Saturday Night Live, ett populärt underhållningsprogram som direktsändes vecka efter vecka med start 1975. Belushi och "parhästen" Dan Aykroyd gjorde där många sketcher och sångnummer tillsammans. Ett exempel på det senare är deras fiktiva Blues Brothers. John Landis regisserade 1980 långfilmen The Blues Brothers om dessa svartklädda bluesbröder från Chicago. 

### Privatliv
John Belushi var son till Adam Belushi, en albansk emigrant som vid 15 års ålder lämnade sin hemby Qyteza i Albanien år 1934. Modern hette Agnes och var dotter till albanska emigranter. Hans bror, James "Jim" Belushi, är även han en känd skådespelare.
John Belushi hamnade i ett maniskt kokainmissbruk, och 1982 avled han av en blandning av kokain och heroin på ett hotellrum (bungalow 3) på Chateau Marmont Hotel i West Hollywood. Skådespelarna Robin Williams och Robert De Niro hälsade på Belushi i hans bungalow samma natt som han dog. Cathy Smith, som hjälpte Belushi att injicera drogerna, dömdes till 18 månaders fängelse för vållande till annans död. Belushis död ledde till att flera av de skådespelare han umgicks med aktivt har tagit avstånd från droger.

## Galleri

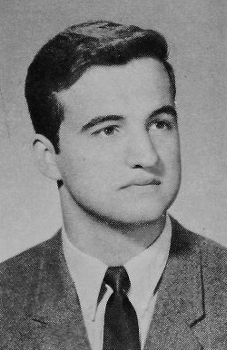
John Belushi 1967, då han studerade på high school.
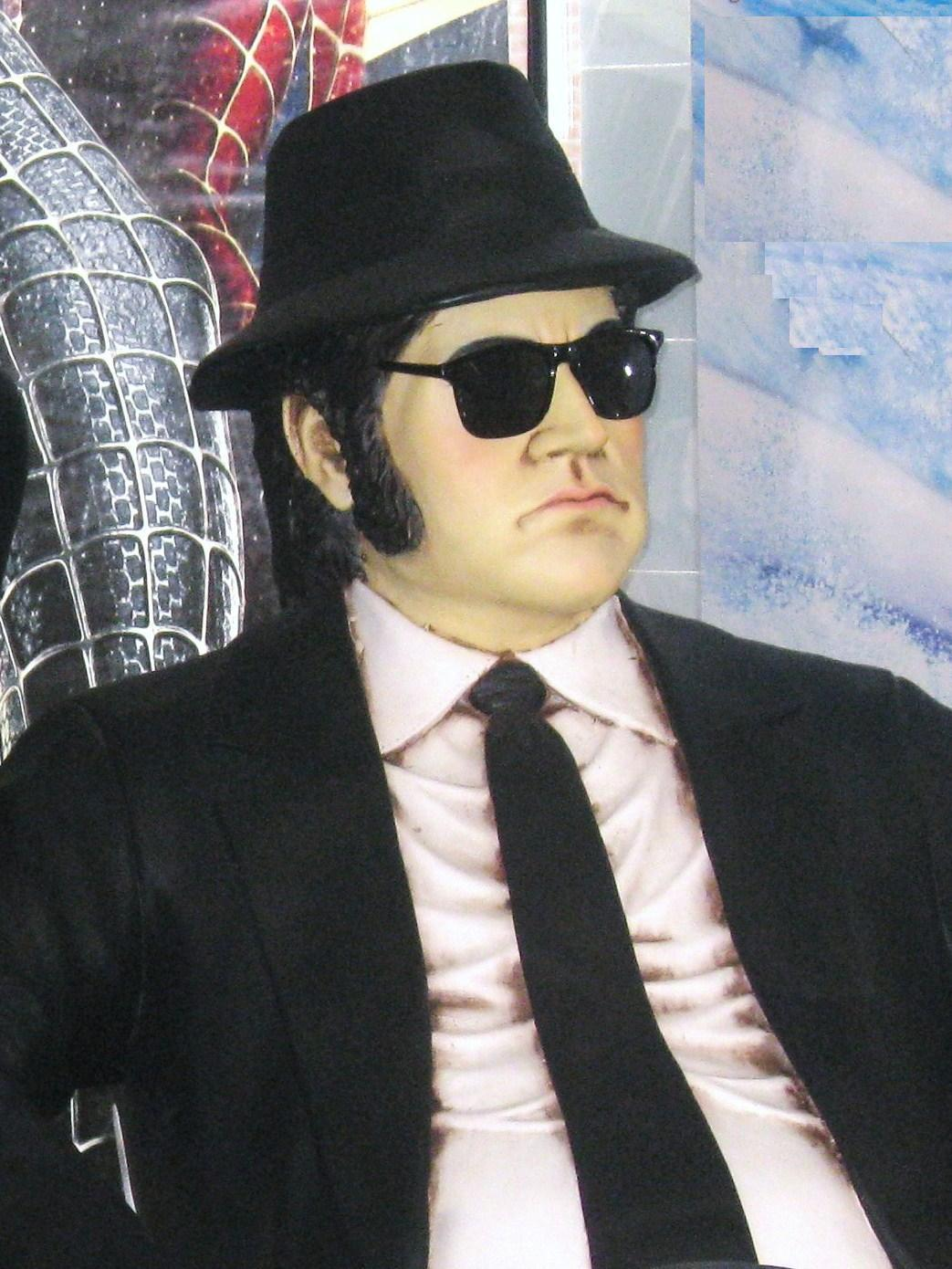
Karaktären Jake Blues från The Blues Brothers (1980).
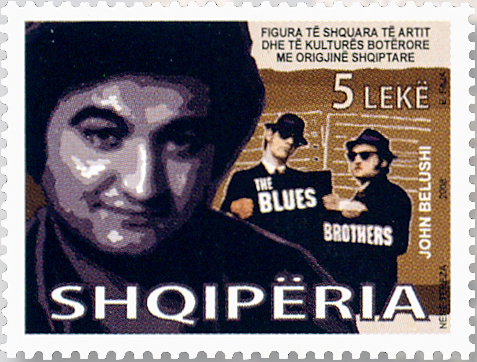
John Belushi och The Blues Brothers på ett albanskt frimärke från 2008.
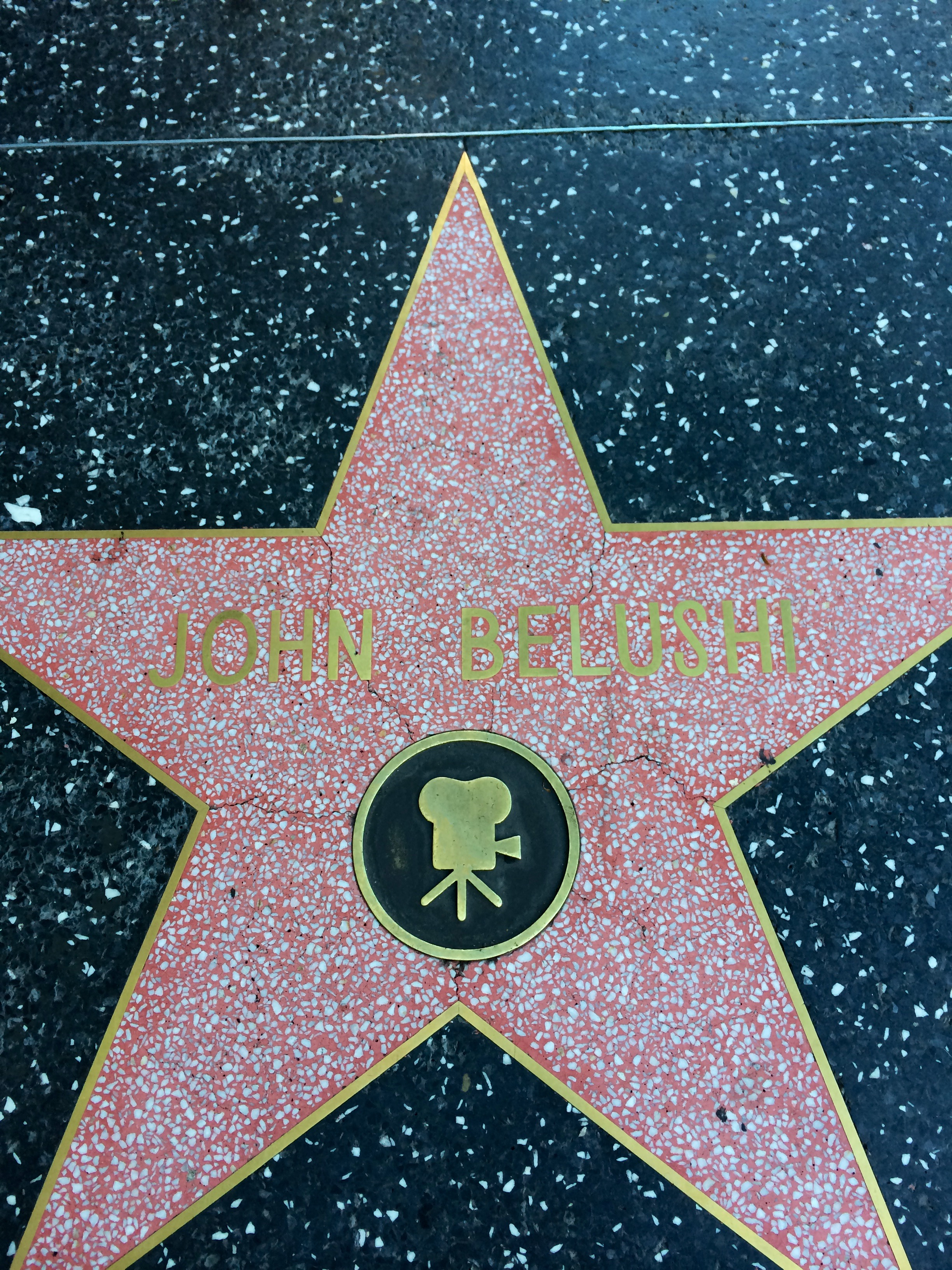
Belushis stjärna på Hollywood Walk of Fame.

## Filmografi i urval
- 1975–1979 – Saturday Night Live (TV-serie) (81 avsnitt)
- 1978 – Deltagänget
- 1978 – Häng inte här Henry Moon
- 1979 – 1941 – Ursäkta, var är Hollywood?
- 1980 – The Blues Brothers
- 1981 – Kalla mig Örnie
- 1981 – Grannarna